# Astrid Lindgren Memorial Award
 Ikke at forveksle med Astrid Lindgren-prisen.
Astrid Lindgren Memorial Award (svensk: Litteraturpriset till Astrid Lindgrens minne) er en international børnebogspris, der blev etableret af den svenske regering i 2002 for at hædre den svenske forfatter Astrid Lindgren (1907–2002). Litteraturprisen er på fem millioner svenske kroner, hvilket gør den til den største hæderspris indenfor børnelitteratur og en af verdens største litteraturpriser. De årlige omkostninger på 10 millioner SEK (i 2008) financieres af svenske skattepenge.

## Vindere
I 2003 og 2005 var der to prismodtagere, alle de andre år har der været en prismodtager, enten en person eller en institution.
| År   | Forfatter                                                               | Land               | Kilde                |
| ---- | ----------------------------------------------------------------------- | ------------------ | -------------------- |
| 2003 | Christine Nöstlinger                                                    | Østrig             |                      |
| 2003 | Maurice Sendak                                                          | USA                |                      |
| 2004 | Lygia Bojunga Nunes                                                     | Brasilien          |                      |
| 2005 | Ryōji Arai                                                              | Japan              |                      |
| 2005 | Philip Pullman                                                          | UK                 |                      |
| 2006 | Katherine Paterson                                                      | USA                | [ 7 ]                |
| 2007 | Banco del Libro                                                         | Venezuela          | [ 8 ]                |
| 2008 | Sonya Hartnett                                                          | Australien         | [ 9 ]                |
| 2009 | Tamer Institute for Community Education                                 | Palæstina          | [ 10 ]               |
| 2010 | Kitty Crowther                                                          | Belgien            | [ 11 ]               |
| 2011 | Shaun Tan                                                               | Australien         | [ 12 ] [ 13 ]        |
| 2012 | Guus Kuijer                                                             | Netherlands        | [ 14 ] [ 15 ] [ 16 ] |
| 2013 | Isol                                                                    | Argentina          | [ 17 ] [ 18 ] [ 19 ] |
| 2014 | Barbro Lindgren                                                         | Sverige            | [ 20 ] [ 21 ]        |
| 2015 | Project for the Study of Alternative Education in South Africa (PRAESA) | Sydafrika          | [ 22 ] [ 23 ]        |
| 2016 | Meg Rosoff                                                              | USA/Storbritannien | [ 24 ] [ 25 ]        |
| 2017 | Wolf Erlbruch                                                           | Tyskland           | [ 26 ] [ 27 ] [ 28 ] |
| 2018 | Jacqueline Woodson                                                      | USA                | [ 29 ] [ 30 ]        |
| 2019 | Bart Moeyaert                                                           | Belgien            | [ 31 ] [ 32 ] [ 33 ] |
| 2020 | Baek Hee-Na                                                             | Sydkorea           | [ 34 ] [ 35 ]        |
| 2021 | Jean-Claude Mourlevat                                                   | Frankrig           | [ 36 ]               |
| 2022 | Eva Lindström                                                           | Sverige            | [ 37 ]               |
| 2023 | Laurie Halse Anderson                                                   | USA                | [ 38 ] [ 39 ]        |
| 2024 | Indigenous Literacy Foundation                                          | Australien         | [ 40 ]               |

Fem af Lindgren Pris vinderne har også tidligere vundet den ældre, internationale H.C. Andersen-medaljen for deres livlange bidrag til børnelitteraturen: Sendak og Erlbruch som illustrator; Nöstlinger, Nunes og Paterson som forfattere. I 2020 vandt Woodson også Andersen-medaljen som forfatter. (Astrid Lindgren vandt Andersen-medaljen i 1958.)